# Wolfram Wette
Wolfram Wette (né le 11 novembre 1940) est un historien militaire allemand. Il a rédigé et servi d'éditeur à plus de 40 livres sur le Troisième Reich.

## Biographie
Son livre The Wehrmacht: History, Myth, Reality (en), traduit en cinq langues, se penche sur les crimes de guerre de la Wehrmacht pendant la Seconde Guerre mondiale et sur le mythe d'une Wehrmacht aux mains propres. En 2015, il reçoit l'ordre du Mérite de la République fédérale d'Allemagne, la seule distinction fédérale remise aux citoyens allemands pour réalisations exceptionnelles.
Il a contribué à la rédaction d'un volume de Das Deutsche Reich und der Zweite Weltkrieg, traduit en anglais sous le titre Germany and the Second World War (en), un ouvrage de 12 000 pages en 13 volumes, fruit du travail s'étalant sur 30 ans du Military History Research Office (MGFA) situé en Allemagne.

## Œuvres
(Liste partielle)

### En allemand
- Kriegstheorien deutscher Sozialisten. Marx, Engels, Lassalle, Bernstein, Kautsky, Luxemburg. Ein Beitrag zur Friedensforschung. Kohlhammer, Stuttgart u. a. 1971,  (ISBN 3-17-094150-X).
- Avec Wilhelm Deist, Manfred Messerschmidt, Hans-Erich Volkmann: Ursachen und Voraussetzungen der deutschen Kriegspolitik (= Das Deutsche Reich und der Zweite Weltkrieg. Bd. 1). Deutsche Verlags-Anstalt, Stuttgart 1979; aktualisierte Taschenbuchausgabe: Ursachen und Voraussetzungen des Zweiten Weltkrieges. Fischer Taschenbuch, Frankfurt am Main 1989,  (ISBN 3-596-24432-3)
- Avec Gerd R. Ueberschär: Bomben und Legenden. Die schrittweise Aufklärung des Luftangriffs auf Freiburg am 10. Mai 1940. Ein dokumentarischer Bericht. Rombach, Freiburg im Breisgau 1981,  (ISBN 3-7930-0292-6).
- Gustav Noske. Eine politische Biographie. Droste, Düsseldorf 1987,  (ISBN 3-7700-0728-X).
- Militarismus und Pazifismus. Auseinandersetzung mit den deutschen Kriegen. Donat, Bremen 1991,  (ISBN 3-924444-50-1).
- Die Wehrmacht. Feindbilder, Vernichtungskrieg, Legenden. S. Fischer, Frankfurt am Main 2002,  (ISBN 3-10-091208-X) (traduit en anglais, français, espagnol et polonais)
- Militarismus in Deutschland. Geschichte einer kriegerischen Kultur. Fischer-Taschenbuch-Verlag, Frankfurt a.M. 2011,  (ISBN 978-3-596-18149-0).
- Gustav Noske und die Revolution in Kiel 1918 (= Sonderveröffentlichungen der Gesellschaft für Kieler Stadtgeschichte Bd. 64.) Boyens, Heide 2010,  (ISBN 978-3-8042-1322-7).
- Karl Jäger. Mörder der litauischen Juden. Fischer Taschenbuch, Frankfurt am Main 2011,  (ISBN 978-3-596-19064-5).
- Feldwebel Anton Schmid: Ein Held der Humanität. S. Fischer, Frankfurt am Main 2013,  (ISBN 978-3-10-091209-1).
- Ehre, wem Ehre gebührt! Täter, Widerständler und Retter (1939–1945) (=Schriftenreihe Geschichte & Frieden. Bd. 24). Donat, Bremen 2014,  (ISBN 978-3-943425-30-7).

### En anglais
- Germany and the Second World War (en), Volume I: The Build-up of German Aggression, avec Wilhelm Deist, Manfred Messerschmidt et Hans-Erich Volkmann
- Wolfram Wette, The Wehrmacht : History, Myth, Reality, Cambridge, Mass., Harvard University Press, 2007, 372 p. (ISBN 978-0-674-02577-6)